# Walton Newbold
John Turner Walton Newbold (1888-1943), conocido como Walton Newbold, fue el primer parlamentario del Reino Unido en ser elegido como comunista.

## Biografía

### Primeros años
John Turner Walton Newbold nació en Culcheth, Lancashire el 8 de mayo de 1888, y fue educado en el Buxton College y la Universidad de Mánchester.
Al dejar la universidad, Newbold dio conferencias sobre historia y política, comenzando investigaciones económicas e industriales. Se unió a la Sociedad Fabiana, partidarios del Partido Laborista en 1908 y más tarde al Partido Laborista Independiente en 1910. En línea con el pacifismo del PLI en la Primera Guerra Mundial, se unió a la Compañía de No Reclutamiento, como objetor de conciencia, viviendo por un tiempo al margen de la autoridad.

### Carrera política
En 1917 Newbold se unió al sindicato educacional Plebs' League y al Partido Socialista Británico.  En 1920, era ya un convencido comunista, que afirmaba que "mi lealtad, a cualquier nivel, es ahora -y lo ha sido en los últimos dos años y medio- primero y principalmente para la posición de la Tercera Internacional". En 1921, dimitió del PLI y se unió al Partido Comunista de Gran Bretaña, convirtiéndose en miembro de su primer comité central.
En las elecciones generales del Reino Unido de 1922, Newbold fue elegido para representar a Motherwell en la Cámara de los Comunes del Reino Unido. Recibió el apoyo del Partido Laborista, pero al contrario de otros candidatos comunistas, incluyendo a Shapurji Saklatvala que había sido elegido en las mismas elecciones generales, permaneció abajo la denominación comunista. Por añadidura, le fue negado el whip laborista y sentarse con el grupo laborista. Por tanto, algunas veces en nombrado como el primer parlamentario comunista en el Reino Unido, mientras que en otras ocasiones se cita a Cecil L'Estrange Malone, que se pasó desde el Partido Liberal en 1920.
New fue considerado en ocasiones como ineficiente en el Parlamento, escarniado por otros miembros del Parlamento por su ropa vieja y frecuentemente sucia, ya que se dedicaba en cuerpo y alma en producir propaganda para el Partido Comunista. Perdió su escaño en las elecciones generales del Reino Unido de 1923, tras sólo un año en el Parlamento. Crecientemente desilusionado con el comunismo, dimitió del partido en 1924 y regresó al Partido Laborista. En 1928 Newbold se unió al Federación Socialdemócrata, editando su periódico, Social Democrat, desde 1929 a 1931, cuando se pasó a la Organización Nacional de Sindicatos, que se había separado del Partido Laborista.
Permaneció sin éxito como candidato laborista en Epping en las elecciones generales del Reino Unido de 1929. En el mismo año fue nombrado para la Comisión Macmillan sobre la banca en el Reino Unido.

### Muerte y legado
Newbold murió en 1943.